# قاي ميدلتون
قاي ميدلتون (بالإنجليزية: Guy Middleton)‏ هو ممثل بريطاني (وحمل سابقاً جنسية المملكة المتحدة لبريطانيا العظمى وأيرلندا)، ولد في 14 ديسمبر 1907 في المملكة المتحدة، وتوفي بنفس المكان في 30 يوليو 1973.

## وصلات خارجية
- قاي ميدلتون على موقع IMDb (الإنجليزية)
- قاي ميدلتون على موقع قاعدة بيانات برودواي على الإنترنت (الإنجليزية)
- قاي ميدلتون على موقع ديسكوغز (الإنجليزية)
- قاي ميدلتون على موقع قاعدة بيانات الفيلم (الإنجليزية)